# هربرت رالف هان
هربرت رالف هان (انگلیسی: Ralph Hone; ۳ مهٔ ۱۸۹۶ – ۲۸ نوامبر ۱۹۹۲) وکیل دادگستری، حقوقدان، قاضی و پرسنل نظامی اهل بریتانیا بود. وی همچنین برندهٔ جوایزی همچون صلیب نظامی شده‌است.